# Florentin Delmar
Florentin Delmar, numele la naștere Florian Milea (n. 8 aprilie 1917, Focșani – d. 31 martie 1983) a fost un compozitor român de muzică ușoară. Unul din cele mai cunoscute șlagăre ale sale a fost melodia Te caut.

## Compozitor
Florentin Delmar a ales-o pe Margareta Pâslaru să interpreteze șase dintre compozițiile sale: "Confeti", "Baloane, baloane", "Atâta vreme cât inima mea", "Primul marțișor", "Zboară saniuță", "Un pisoi de catifea".
Alte compoziții: "Dacă tu mi-ai spune", "Orice chitară are o inimă", "De dragul dragostei", "Brezuța", "Don Juan din Popa Nan", "La Cabana «Trei Brazi»", "Serenada Twest", "Te știu", "Seara asta-i seara noastră", "Adună-ti soarele-n priviri", "Serenada Bucureștiului".